# Lugagnan
Lugagnan – miejscowość i gmina we Francji, w regionie Oksytania, w departamencie Pireneje Wysokie.
Według danych na rok 1990 gminę zamieszkiwały 173 osoby, a gęstość zaludnienia wynosiła 231 osób/km² (wśród 3020 gmin regionu Midi-Pyrénées Lugagnan plasuje się na 890. miejscu pod względem liczby ludności, natomiast pod względem powierzchni na miejscu 1763.).